# Takácsi
Takácsi è un comune dell'Ungheria di 933 abitanti (dati 2001). È situato nella contea di Veszprém.